# Joseph Schröter
Joseph Schröter (14 de marzo de 1837 - 12 de diciembre de 1894) fue un botánico, profesor, y micólogo alemán.
Durante su vida, escribió varios libros y textos, y descubrió y describió muchas especies de flora y hongos. También pasó una cantidad considerable de tiempo (alrededor de quince años, 1871-1886) sirviendo como médico militar, particularmente en la guerra franco-prusiana, en lugares tales como Spandau, Rastatt y Breslavia, y llegando al rango de coronel.

## Biografía
No se sabe mucho acerca de la infancia y juventud de José Schröter, excepto que probablemente pasó esos años en o cerca de Breslau, porque allí es donde él fue educado. Del mismo modo, no se sabe mucho acerca de sus parientes y familiares.
En 1855 Schröter decidió estudiar medicina en Breslavia, Polonia, pero, en 1856, se trasladó a la Academia Friedrich-Wilhelm en Berlín, Alemania. En 1859 obtuvo su grado de Doctor en Medicina. En el mismo año, se alistó en el ejército prusiano, sirviendo como médico en la guerra franco-prusiana. Ocupó este puesto hasta el final de la guerra, en 1871, antes de ser colocado en Spandau, y más tarde en Rastatt.
Por sus esfuerzos como médico, así como de los demás contribuciones que hizo a los militares (en particular durante la guerra franco-prusiana), Schröter fue ascendido al grado de coronel en 1880. Posteriormente, fue destinado a Breslavia, donde había sido alumno. Su carrera en la Universidad de Breslavia comenzó seis años más tarde, en 1886, cuando fue designado profesor. Se quedó en la enseñanza universitaria por varios años, y se convirtió en profesor en 1890. Murió en 1894, después de regresar de una expedición científica a Turquía.

## Obra
- La abreviatura «J.Schröt.» se emplea para indicar a Joseph Schröter como autoridad en la descripción y clasificación científica de los vegetales.[3]